# 10433 Ponsen
A 10433 Ponsen (ideiglenes jelöléssel 4716 P-L) a Naprendszer kisbolygóövében található aszteroida. Cornelis Johannes van Houten,  Ingrid van Houten-Groeneveld és Tom Gehrels fedezte fel 1960. szeptember 24-én.